# 丘利亞林里山
15°04′57″S 70°42′42″W / 15.08250°S 70.71167°W
丘利亞林里山（Ch'ulla Rinri），是秘魯的山峰，位於該國東南部普諾大區，由奧庫維里區和阿亞維里區負責管轄，屬於安地斯山脈的一部分，海拔高度4,950米。